# Site naturel protégé de la carrière de Rampon
Le site de la carrière de Rampon, situé sur le territoire de la commune de Verzé, est un site naturel protégé que gère la direction régionale de l’Environnement de Bourgogne (Conservatoire d'espaces naturels de Bourgogne).
C'est l'un des huit sites naturels gérés en Saône-et-Loire par ce conservatoire, avec le site naturel protégé de la Boucherette (Lugny), le sentier de Longepierre, les prairies et le bocage d'Ouroux-sur-Saône, la réserve naturelle de La Truchère-Ratenelle, le mont Avril (Jambles, Moroges et Saint-Désert), la lande de La Chaume (Le Creusot) et les rochers du Carnaval (Uchon).

## Description
Un sentier de découverte balisé est ponctué de bornes d'interprétation et d'une table de lecture du paysage. Il révèle la diversité géologique du lieu, qui fut exploité de 1973 à 2000.
Les affleurements présents dans la carrière sont différents et beaucoup plus anciens que les roches calcaires environnantes, ce qui fait d’ailleurs la spécificité et l’intérêt du site :
- roches volcaniques et granitiques formées il y a 300 millions d'années ;
- roches sédimentaires témoins de la présence de la mer sur la région ;
- gisement regorgeant d'empreintes des ancêtres des premiers dinosaures.

## Sources
- La brochure de présentation du site naturel protégé de la carrière de Rampon, téléchargeable ici
- Pierre Reynard, Aux racines profondes des terroirs mâconnais, revue « Images de Saône-et-Loire » n° 130 de juin 2002, pp. 6-8.